# 第44屆西洋棋奧林匹克
第44届国际象棋奥林匹克运动会 （也称为金奈国际象棋奧林匹克運動會），由世界國際象棋聯合會 （FIDE） 组织。賽事包括公开和女子锦标赛。目標是推廣国际象棋。它于2022年7月28日至8月10日在印度泰米尔纳德邦的金奈举行。 这是第一届由印度舉辦的国际象棋奥林匹克运动会。 它最初原本打算在汉提-曼西斯克，和2019年国际象棋世界杯同時舉辦。但之後，它被計劃在莫斯科，2020年8月5日至17日举辦。 然而，由于对COVID-19大流行的担忧日益增长，它再一次被推迟。由於俄罗斯入侵乌克兰，賽事最终在金奈舉辦。
总参赛人数是1736人，其中公开组937人，女子组800。 公開組注册隊伍的数量是188，分別来自186个国家。女子組注冊隊伍的數量是162，分別来自160个国家。 在這两个組別，隊伍數量都是了最多团队参与的记录。 国际象棋奥林匹克的主要场地是福朋酒店的会议中心。开幕和闭幕典礼在賈瓦哈拉爾·尼赫魯體育場举行。 首席仲裁者是法国的国际仲裁者洛朗弗雷德。最終烏茲別克和烏克蘭代表隊分別贏得公開組和女子組冠軍。

## 註解
1. ↑  雖然公開組偶爾會被稱為“男子組”，但是其實所有棋手都可以參加。
2. ↑  雖然在2019年11月已經被公佈此賽事會在8月5日到17日舉辦，但是世界國際象棋聯合會（FIDE）的官方網站依然顯示8月18日為結束的日期。

## 外部連結
- 官方网站